# Wielka Brytania na Letniej Uniwersjadzie 2009
Wielką Brytanię na Letniej Uniwersjadzie w Belgradzie reprezentowało 130 zawodników. Brytyjczycy zdobyli 7 medali (3 złote,1 srebrny i 3 brązowe).
Sporty drużynowe w których Wielka Brytania brała udział:
| Dyscyplina  | Mężczyźni | Kobiety |
| Koszykówka  |           | ✔       |
| Piłka nożna | ✔         | ✔       |
| Piłka wodna |           |         |
| Siatkówka   | ✔         | ✔       |

## Medale

### Złoto
- Stephanie Proud -pływanie, 200 m stylem grzbietowym
- Elizabeth Tweddle – gimnastyka sportowa, ćwiczenia wolne
- Elizabeth Tweddle – gimnastyka sportowa, poręcze asymetryczne

### Srebro
- Max Jones i Dominic Inglot – tenis ziemny, gra podwójna mężczyzn

### Brąz
- Dominic Inglot i Samantha Murray – tenis ziemny, gra mieszana
- Jeanette Gibbons – judo, kategoria poniżej 70 kilogramów
- Drużyna piłkarek nożnych